# Trolleybus de Vologda
Le trolleybus de Vologda (en russe : Вологодский троллейбус) est un des systèmes de transport en commun de Vologda, dans l'oblast de Vologda, en Russie.